# Orfelia chacoensis
Orfelia chacoensis är en tvåvingeart som beskrevs av Edwards 1931. Orfelia chacoensis ingår i släktet Orfelia och familjen platthornsmyggor. Inga underarter finns listade i Catalogue of Life.